# Lotus Notes
IBM Notes (anteriormente Lotus Notes) es un sistema software cliente/servidor de colaboración y correo electrónico, desarrollado por Lotus Software, filial de IBM.
La parte del servidor recibe el nombre Lotus Domino, mientras que el cliente se llama Lotus Notes.
El servidor dispone de versiones para distintas plataformas, incluyendo Windows NT, Windows 2000, Windows 2003, Windows XP, Linux de distintas distribuciones, HP-UX y Solaris, i5OS (antes OS/400) y z/OS. A partir de la versión 6 (alrededor del 2002), HP-UX dejó de ser soportado.
El cliente Lotus Notes dispone de versiones nativas para Windows y Mac OS (9 y X; siendo Universal desde la versión 8.5), y para Linux (a partir de la versión 7.0.1 (alrededor del 2006), aunque anteriormente era posible ejecutarlo a través de WINE)
Lotus Domino/ Notes es un sistema de comunicación el cual permite enviar correo electrónico y manejo de Calendarios y Agendas. También es una plataforma de colaboración que permite compartir bases de datos con información, como sería bases documentales, de procedimientos, manuales o foros de discusión. Y finalmente es una plataforma de Coordinación - utilizando aplicaciones Notes con flujo de trabajo. Ejemplo de ello sería cualquier proceso de una empresa que requiere que un documento fluya entre varias personas o departamentos para su autorización, como por ejemplo una solicitud de vacaciones, solicitud de anticipo de viáticos y cuentas de gastos, etc. Todo esto es susceptible de manejarse de forma electrónica mediante Lotus Notes.

IBM anunció a inicios de diciembre de 2018 que vendió Lotus Notes a la firma India HCL por 1800 millones de dólares

## Historia
Lotus Notes posee una historia que se expande más de 20 años. Su principal inspiración fue PLATO Notes, creado por David Woolley de la Universidad de Illinois en 1973. En la terminología actual, PLATO Notes era un Tablero de Mensajes, y fue parte de la creación de una comunidad en línea con una duración mayor a 20 años en el Sistema Plato. Ray Ozzie trabajó sobre PLATO mientras asistía a la Universidad de Illinois en la década de los setenta. Cuando las redes de computadora comenzaron a surgir, Ozzie pactó un trato con Mitch Kapor, el fundador de Lotus Development Corporation, el cual resultó en la formación de Iris Associates en 1984, con el fin de desarrollar productos que combinaran las posibilidades de PCs con las herramientas colaborativas pioneras de PLATO. El acuerdo estableció el control del desarrollo del producto bajo las órdenes de Ozzie e Iris, y las ventas y el marketing a Lotus. En 1994, después del éxito comercial del lanzamiento de Notes R3, Lotus compró a Iris. En 1995 IBM compró a Lotus.
Cuando Lotus Notes fue liberado inicialmente, el nombre "Notes" se refería tanto al cliente como al servidor. En 1996, Lotus liberó un aditamento para Servidor HTTP para el servidor Notes 4 llamado "Domino". Este aditamento permitió que los documentos fueran renderizados como páginas Web en tiempo real. Poco después en ese mismo año, El servidor Web Domino fue integrado en la versión liberada 4.5 del Núcleo del servidor Notes y el servidor entero fue renombrado tomando el nombre de "Domino". Solo el programa cliente retiene oficialmente el nombre de "Lotus Notes", sin embargo, los usuarios finales, generalmente no perciben esta diferenciación, y a pesar de que hace más de 10 años desde que se renombró al Servidor, referencias al "Servidor de Lotus Notes" siguen siendo comunes.

## Componentes
La plataforma IBM Lotus Notes/Domino está integrada por 4 componentes principales:

## Licenciamiento
El costo del licenciamiento de IBM Lotus Notes/Domino es variado y depende de distintos factores con la intención de adaptarse a las posibilidades y necesidades de cada empresa. El licenciamiento tiene una duración de un año, durante el cual se tiene acceso a actualizaciones y liberaciones de nuevas versiones de parte de IBM. Transcurrido el año viene la renovación del licenciamiento (no es obligatoria), que sirve para continuar garantizando el acceso a actualizaciones y nuevas versiones.
Todos los tipos de licenciamiento incluyen derecho de uso de la mensajería instantánea (chat) de IBM Lotus Sametime (el resto de los servicios de IBM Lotus Sametime como audio y video se deben comprar por separado si se desean utilizar).
La Seguridad de Lotus Notes va desde nivel servidor y puede granularse a nivel base de datos, documento, sección dentro de un documento o hasta a nivel campo, permitiendo cifrar las bases de Notes y el puerto de conexión.

## Ventajas
Algunas de las ventajas que podría tener Lotus Notes serían: es multiplataforma, muy potente, completo, versátil, facilidad de uso, rapidez para crear complejos sistemas de comunicación y es muy potente para la gestión de base de datos y gestión del conocimiento.

## Desarrollo de aplicaciones
IBM Lotus Notes/Domino, también es una plataforma de desarrollo de aplicaciones sobre la que se puede programar en distintos lenguajes, lo que permite una gran flexibilidad:
- LotusScript
- Lenguaje de fórmulas.
- Java.
- JavaScript, con todas las bondades que ofrece su DOM.
- También es posible utilizar servicios Web (web services), AJAX y XML.

Adicionalmente, el conjunto de clases de la API de Domino se pueden importar como objetos COM a entornos de desarrollo como MS Visual Studio 2008 y todos aquellos donde se pueda utilizar COM, lo cual permite tener acceso a todo el poder de Lotus Domino en aplicaciones desarrolladas en otros lenguajes y entornos de desarrollo.

## Lotus Notes y la plataforma Eclipse
A partir de la versión 8.0 el cliente Lotus Notes salió en dos versiones: la "estándar" y la "básica".
La diferencia entre ellas radica principalmente en que la versión estándar fue desarrollada bajo la plataforma open source Eclipse e incluye para el usuario las herramientas de oficina Symphony de IBM, ofreciéndole una alternativa a las herramientas MS-Office.
En el futuro, IBM solo liberará la versión estándar (bajo Eclipse), omitiendo la versión básica.

## Accesibilidad
Las aplicaciones de Domino pueden ser accedidas mediante el Cliente Notes, a través de un navegador web como IE, Firefox o Safari y dispositivos móviles. Para acceder al correo se puede utilizar Lotus Notes, navegadores Web, MS Outlook (el cual solo permite acceder al correo, Agenda/ Calendario y Contactos empleando la función de DAMO - Domino Access for Microsoft Outlook por sus siglas en inglés), cualquier cliente IMAP y dispositivos móviles como BlackBerry y ciertos tipos de Smartphones.
También es posible acceder a aplicaciones y el correo estando desconectados de la red a través del cliente Lotus Notes o un navegador Web. Esto es posible por la funcionalidad de creación de réplicas con el cliente Lotus Notes o con DOLS (Domino Off-line Services) para el caso de Web.

## Servicios
IBM Lotus Domino proporciona servicio de servidor de correo (incluyendo POP3 e IMAP), aplicaciones, HTTP, NNTP, LDAP y a partir de la versión 7 soporta Servicios Web y el repositorio de datos pueden ser bases de datos NSF (nativas de Notes) o DB2 (base de datos relacional de IBM).
En la versión 8 ofrece adicionalmente servicio de bitácora y de noticias RSS, la versión 8.0.2 incluye soporte para dispositivos iPhone de Apple.

## Disponibilidad
Lotus ofrece alta disponibilidad mediante un Domino Clustering, el cual es a nivel Domino por lo que permite tener hasta 6 nodos en una mezcla de sistemas operativos, ejemplo Nodo1 (con Domino sobre Windows) haciendo clúster local con un Nodo 2 (con Domino sobre Linux) y con un Nodo 3 remoto (con Domino sobre Sun Solaris o cualquier otro sistema operativo soportado). El clúster de Domino permite el balanceo de cargas y/o "failover", para clientes Notes y clientes web.